# Himmel, Herrgott, Sakrament
Himmel, Herrgott, Sakrament ist eine sechsteilige Miniserie nach dem gleichnamigen Buch von Rainer Maria Schießler. Die ersten beiden Folgen wurden am 27. Oktober 2023 im Bayerischen Fernsehen gesendet.

## Handlung
Hans Reiser, ein katholischer Pfarrer vom Land, übernimmt eine Münchner Problemgemeinde. Er will die kleine Gemeinschaft wieder mit neuem Leben erfüllen – aber seine unkonventionellen Ansätze stoßen nicht nur auf Begeisterung. Unterstützung erhält er dabei mehr oder weniger, von seinem Vorgesetzten, dem Erzbischof von München, Georg Kardinal Brunnenmayr. 

## Episodenliste
| Nr. | Titel                      | Regie              | Drehbuch                            | Premiere      |
| --- | -------------------------- | ------------------ | ----------------------------------- | ------------- |
| 1   | Ein wilder Hund            | Franz Xaver Bogner | Franz Xaver Bogner, Marcus Pfeiffer | 27. Okt. 2023 |
| 2   | Der richtige Mann          | Franz Xaver Bogner | Franz Xaver Bogner, Marcus Pfeiffer | 27. Okt. 2023 |
| 3   | Neue Freunde               | Franz Xaver Bogner | Franz Xaver Bogner, Marcus Pfeiffer | 27. Okt. 2023 |
| 4   | Sprachlos                  | Franz Xaver Bogner | Franz Xaver Bogner                  | 27. Okt. 2023 |
| 5   | Der Pfarrer und die Frauen | Franz Xaver Bogner | Franz Xaver Bogner, Stefan Betz     | 27. Okt. 2023 |
| 6   | Nacht der Entscheidung     | Franz Xaver Bogner | Franz Xaver Bogner                  | 27. Okt. 2023 |

## Besetzung
- Stephan Zinner: Pfarrer Hans Reiser
- Anne Schäfer: Lisa Kirchberger
- Erwin Steinhauer: Georg Kardinal Brunnenmayr, Erzbischof von München
- Susi Stach: Cornelia Vogelsang
- Sabrina Amali: Clara Hiller
- Christian Lerch: Alois Stadler
- Sigi Zimmerschied: Michael Reiser
- Lilly Forgách: Sissy Allgeier
- Andreas Bittl: Paul Kirchberger
- Emilia Braumandl: Nathalie Kirchberger
- Milo Haaf: Florian Kirchberger
- Angelika Sedlmeier: Maria Heinz
- Christian Ammermüller: Polizist
- Ulrich Günther: Onkel Karl Reiser
- Viorica Prepelita: Agnesa Owieczka
- Ines Hollinger: Christine Reiser
- Tobias Ostler: Korbinian Sury
- Rainer Maria Schießler: Hubert Steigl, Mann mit Dackel
- Fritz Karl: Franz Spinner
- Ben Felipe: Ben Hauser
- David Baalcke: Lucas Schreiber
- Nathalie Schott: Yvonne Spinner
- Ferdinand Dörfler: Willi Lackner
- Butz Ulrich Buse: Beamter Herbert Geier
- Tatjana Hoter: Nora Krempf
- Silke Franz: Stephanie Herzog
- Franz-Xaver Brückner: Thomas Herzog
- Stefan Merki: Prof. Dr. med. Reinhard Echinger
- Esther Kuhn: Gerlinde Moll
- Leslie Palmer: Dr. Anouschka Novotny
- Isabell Stern: Irene Westermeier
- Bijan Zamani: Imam Kilic
- Alev Irmak: Frau Öztunali
- Keziban Inal: Jire Kilic
- Nike Maria Vassil: Richterin Ursula Nittka
- Barbara Macheiner: Frau Baumann
- Angela Ascher: Braut Gabriele
- Sebastian Edtbauer: Bräutigam Klaus Kandlbinder
- Pola Jane O’Mara: Siglinde Singer
- Josef Eder: Freddy Haugk
- Chris Kolonko: Sohn Marcus Mayr
- Johanna Liebeneiner: Mutter Hilda Mayr
- Stephanie Marin: Bettina Waldheim
- Rosina Aichner: Sabine Frank
- Klaus Haderer: Kriminaler Hans Steiner
- Claus Peter Seifert: Jakob Günter

## Hintergrund
Die Serie wurde vom 29. April 2022 bis zum 15. Juli 2022 in Bayern gedreht.
Die Außenaufnahmen entstanden am Gotzinger Platz mit St. Korbinian, die Innenaufnahmen von Pfarrer Reisers Kirche hingegen wurden in der Neuen Pfarrkirche St. Margaret gedreht.
Im Mai 2025 wurde angekündigt, dass von 29. April bis Mitte Juli 2025 die Dreharbeiten für eine zweite Staffel mit weiteren sechs Folgen stattfinden. Die Ausstrahlung ist für 2026 geplant.